# Elezioni comunali in Piemonte del 2013
Le elezioni comunali in Piemonte del 2013 si tennero il 26-27 maggio (con ballottaggio il 9-10 giugno).

## Riepilogo Sindaci Eletti
| Provincia | Comune | Sindaco uscente | Sindaco uscente        | Sindaco eletto | Sindaco eletto         | Primo turno | Primo turno           | Secondo turno | Secondo turno | Seggi   |   |   |         |
| --------- | ------ | --------------- | ---------------------- | -------------- | ---------------------- | ----------- | --------------------- | ------------- | ------------- | ------- | - | - | ------- |
| Provincia | Comune | Torino          | Ivrea                  |                | Carlo Della Pepa (PD)  |             | Carlo Della Pepa (PD) | 6.235         | 53,65         | Seggi   | _ | _ | 10 / 16 |
| Orbassano |        | Torino          | Eugenio Gambetta (PdL) |                | Eugenio Gambetta (PdL) | 5.871       | 48,50                 | 5.520         | 58,80         | 10 / 16 |   |   |         |

## Torino

### Ivrea
|                               | Carlo Della Pepa ✔️ Sindaco | 6 235                | 53,65 | Partito Democratico          | 4 065  | 38,41 | 8  |  |  |
| Ivrea + bella                 | Carlo Della Pepa ✔️ Sindaco | 6 235                | 53,65 | 520                          | 4,91   | 1     |    |  |  |
| Moderati-Riformisti           | Carlo Della Pepa ✔️ Sindaco | 6 235                | 53,65 | 495                          | 4,68   | 1     |    |  |  |
| Sinistra Ecologia Libertà     | Carlo Della Pepa ✔️ Sindaco | 6 235                | 53,65 | 376                          | 3,55   | –     |    |  |  |
| Rifondazione Comunista        | Carlo Della Pepa ✔️ Sindaco | 6 235                | 53,65 | 362                          | 3,42   | –     |    |  |  |
|                               | Tommaso Gilardini           | 2 195                | 18,89 | Coscienza civica Eporediense | 851    | 8,04  | 1  |  |  |
| Il Popolo della Libertà       | Tommaso Gilardini           | 2 195                | 18,89 | 754                          | 7,12   | 1     |    |  |  |
| Lega Nord - Ivrea Viva        | Tommaso Gilardini           | 2 195                | 18,89 | 197                          | 1,86   | –     |    |  |  |
| Fratelli d'Italia             | Tommaso Gilardini           | 2 195                | 18,89 | 138                          | 1,30   | –     |    |  |  |
| Seggio di coalizione          | Seggio di coalizione        | Seggio di coalizione | 18,89 | 1                            |        |       |    |  |  |
|                               | Pierre Blasotta             | 1 219                | 10,49 | Movimento 5 Stelle           | 1 219  | 11,52 | –  |  |  |
| Seggio di coalizione          | Seggio di coalizione        | Seggio di coalizione | 10,49 | 1                            |        |       |    |  |  |
|                               | Alberto Tognoli             | 1 028                | 8,85  | Lista dei cittadini          | 716    | 6,77  | –  |  |  |
| Progetto Ivrea                | Alberto Tognoli             | 1 028                | 8,85  | 223                          | 2,11   | –     |    |  |  |
| Seggio di coalizione          | Seggio di coalizione        | Seggio di coalizione | 8,85  | 1                            |        |       |    |  |  |
|                               | Francesco Comotto           | 945                  | 8,13  | Viviamo Ivrea                | 766    | 7,24  | –  |  |  |
| Seggio di coalizione          | Seggio di coalizione        | Seggio di coalizione | 8,13  | 1                            |        |       |    |  |  |
| Totale                        | Totale                      | 11 622               | 100   |                              | 10 583 | 100   | 16 |  |  |
|                               |                             |                      |       |                              |        |       |    |  |  |
| Fonte: Ministero dell'interno |                             |                      |       |                              |        |       |    |  |  |

### Orbassano
| Candidati                     | Candidati                   | II turno             | II turno          | I turno | I turno | Liste                           | Voti   | %     | Seggi |
| Candidati                     | Candidati                   | Voti                 | %                 | Voti    | %       | Liste                           | Voti   | %     | Seggi |
| ----------------------------- | --------------------------- | -------------------- | ----------------- | ------- | ------- | ------------------------------- | ------ | ----- | ----- |
|                               | Eugenio Gambetta ✔️ Sindaco | 5 520                | 58,80             | 5 871   | 48,50   | Il Popolo della Libertà         | 1 828  | 17,28 | 4     |
| Progetto Comune               | Eugenio Gambetta ✔️ Sindaco | 5 520                | 58,80             | 5 871   | 48,50   | 1 160                           | 10,97  | 3     |       |
| La Città per Gambetta         | Eugenio Gambetta ✔️ Sindaco | 5 520                | 58,80             | 5 871   | 48,50   | 1 000                           | 9,45   | 2     |       |
| Obiettivo Orbassano           | Eugenio Gambetta ✔️ Sindaco | 5 520                | 58,80             | 5 871   | 48,50   | 709                             | 6,70   | 1     |       |
| Lega Nord                     | Eugenio Gambetta ✔️ Sindaco | 5 520                | 58,80             | 5 871   | 48,50   | 265                             | 2,51   | –     |       |
|                               | Francesco Bona              | 3 867                | 41,20             | 3 290   | 27,18   | Partito Democratico             | 1 745  | 16,50 | 2     |
| Moderati                      | Francesco Bona              | 3 867                | 41,20             | 3 290   | 27,18   | 621                             | 5,87   | 1     |       |
| Sinistra Ecologia Libertà     | Francesco Bona              | 3 867                | 41,20             | 3 290   | 27,18   | 445                             | 4,21   | –     |       |
| Scelta Civica                 | Francesco Bona              | 3 867                | 41,20             | 3 290   | 27,18   | 218                             | 2,06   | –     |       |
| Italia dei Valori             | Francesco Bona              | 3 867                | 41,20             | 3 290   | 27,18   | 81                              | 0,77   | –     |       |
| Seggio di coalizione          | Seggio di coalizione        | Seggio di coalizione | 41,20             | 3 290   | 27,18   | 1                               |        |       |       |
|                               | Elisa Pirro                 | Elisa Pirro          | Elisa Pirro       | 2 083   | 17,21   | Movimento 5 Stelle              | 1 730  | 16,35 | 1     |
| Seggio di coalizione          | Seggio di coalizione        | Seggio di coalizione | Elisa Pirro       | 2 083   | 17,21   | 1                               |        |       |       |
|                               | Domenico Guarneri           | Domenico Guarneri    | Domenico Guarneri | 268     | 2,21    | Partito Socialista Italiano (A) | 263    | 2,49  | –     |
|                               | Elia Bellussi               | Elia Bellussi        | Elia Bellussi     | 241     | 1,99    | Sinistra per Orbassano          | 207    | 1,96  | –     |
|                               | Giovanni Clemente           | Giovanni Clemente    | Giovanni Clemente | 185     | 1,53    | Movimento Popolare              | 171    | 1,62  | –     |
|                               | Stefano Coiana              | Stefano Coiana       | Stefano Coiana    | 136     | 1,12    | Noi Giovani (B)                 | 114    | 1,08  | –     |
|                               | Emilio Mazza                | Emilio Mazza         | Emilio Mazza      | 31      | 0,26    | Piazza Pulita Eco Verde         | 20     | 0,19  | –     |
| Totale                        | Totale                      | 9 387                | 100               | 12 105  | 100     |                                 | 10 578 | 100   | 16    |
|                               |                             |                      |                   |         |         |                                 |        |       |       |
| Fonte: Ministero dell'interno |                             |                      |                   |         |         |                                 |        |       |       |